# Kasuarinen
Kasuarinen (Casuarina) sind eine Pflanzengattung aus der Ordnung der Buchenartigen (Fagales). Gelegentlich wird der deutsche Begriff Kasuarine allerdings auch für die ebenfalls zu den Kasuarinengewächsen gehörenden Gattungen Allocasuarina und Gymnostoma verwendet. Dies ist vor allem darauf zurückzuführen, dass früher alle etwa 70 Arten der Familie der Kasuarinengewächse dieser Gattung zugeordnet wurden.

## Beschreibung und Ökologie

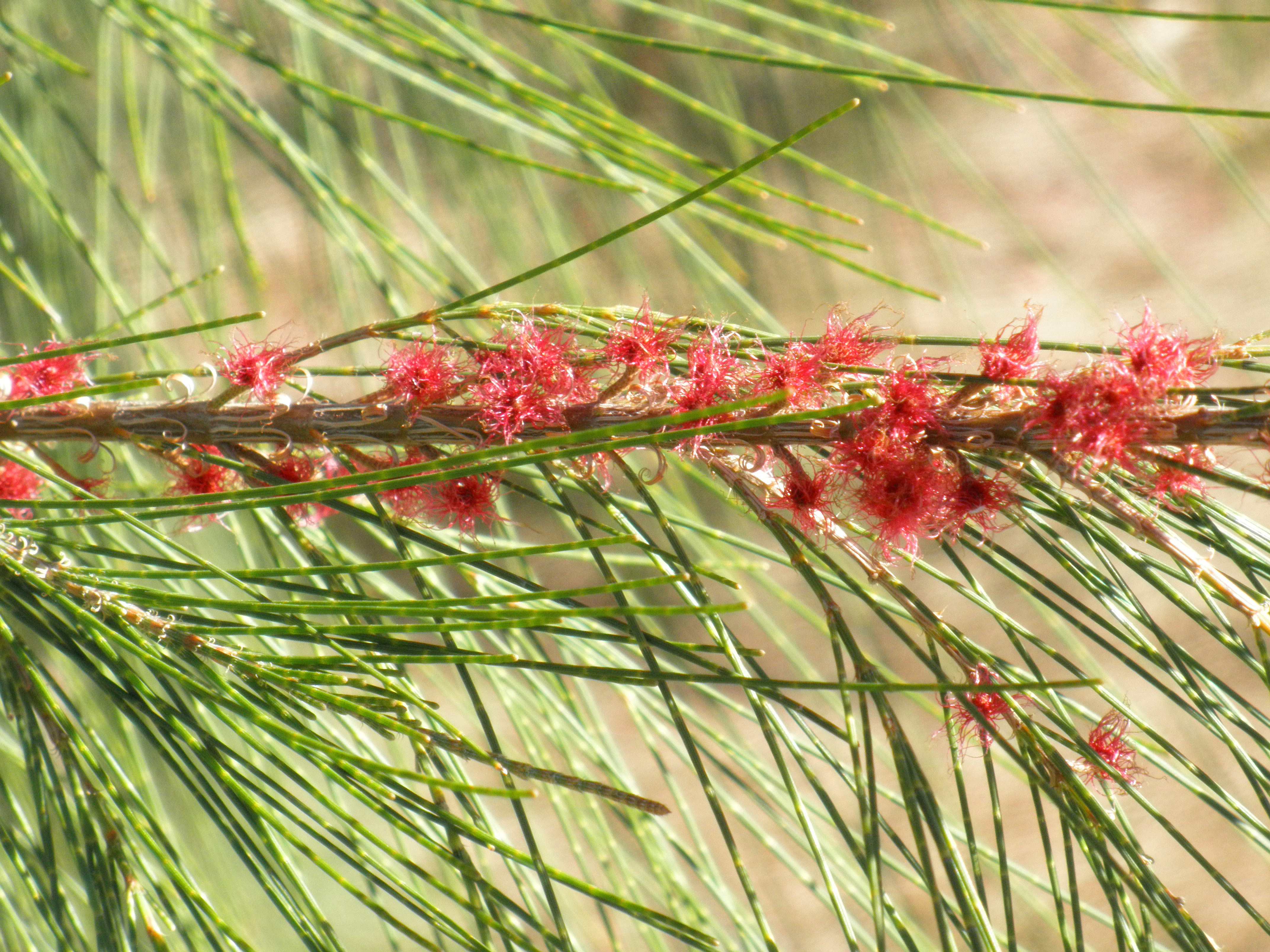
Blüten der Schachtelhalmblättrigen Kasuarine (Casuarina equisetifolia)

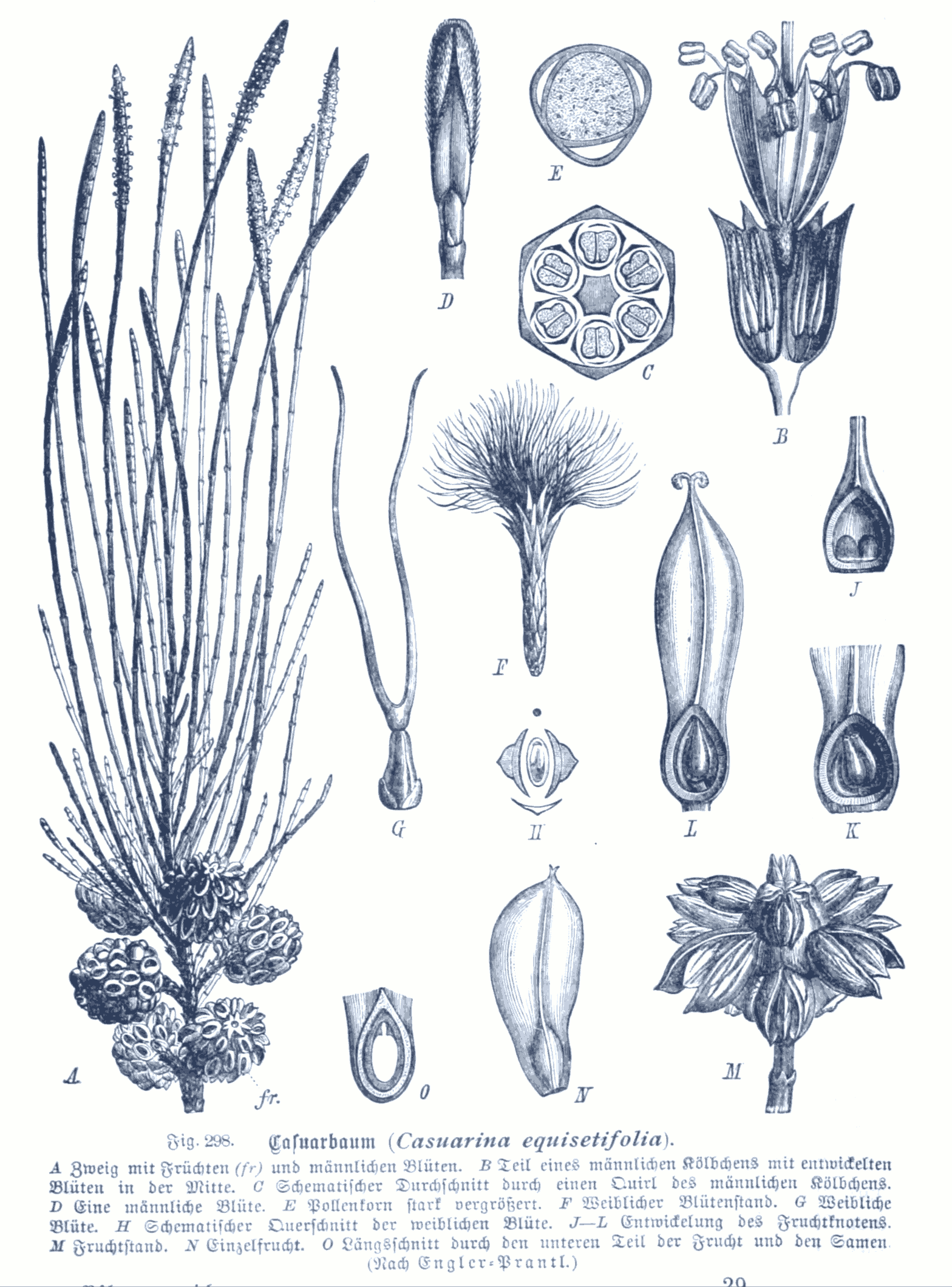
Illustration der Schachtelhalmblättrigen Kasuarine (Casuarina equisetifolia)

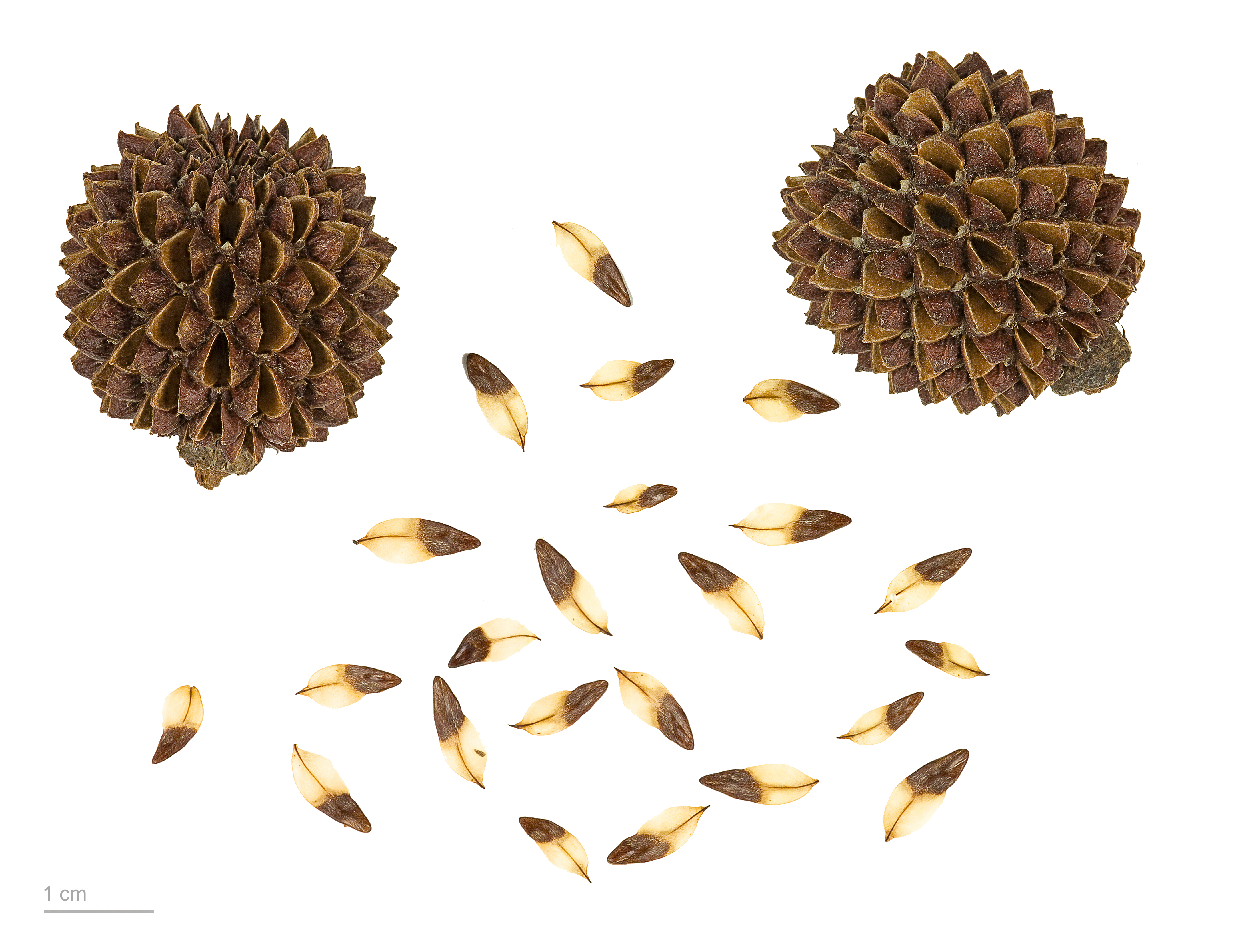
Frucht und Samen von Casuarina spec.

### Vegetative Beschreibung
Die Casuarina-Arten sind in Wäldern oder Trockengebieten wachsende Bäume, deren Zweige an Schachtelhalme erinnern. Die Photosynthese wurde hauptsächlich in die Sprossachse verlagert, die Laubblätter sind stark reduziert. Die feinen Blätter stehen in stängelständigen Quirlen aus fünf bis 20 Blättern, sie sind einfach, verwachsen, sitzend und membranartig. Die Blattränder sind glatt. Nebenblätter fehlen.

### Blütenstände und Blüten
Es werden sowohl zwittrige als auch eingeschlechtige Blüten gebildet, es gibt einhäusige (monözische) und zweihäusige (diözische) Arten. Die Bestäubung erfolgt durch den Wind. Es werden ährige oder kopfige Blütenstände gebildet. Rein männliche Blütenstände sind einfache, verlängerte Ähren, weibliche Blütenstände stehen an kurzen Seitenzweigen, deren Aussehen sich von den vegativen Zweigen unterscheidet. Die Fruchtstände sind kegelförmig.
Unter den kleinen Blüten sitzen Hoch- und Deckblätter. Eine Blütenhülle aus ein bis zwei Schuppen ist in den männlichen Blüten verkümmert zu finden, in den weiblichen Blüten fehlt sie ganz. Das Andrözeum ist unverzweigt, neigt aber dazu, sich zu teilen. Es besteht ausschließlich aus fruchtbaren Staubblättern. Die Staubbeutel sind an der Basis fixiert, sie öffnen sich über longitudinale Schlitze. Zwei Fruchtblätter sind zu einem zweikammerigen Fruchtknoten verwachsen, mit einem zugespitzten Griffel und zwei Narben. Je Fruchtblatt existieren zwei nebeneinanderliegende Samenanlagen, die nicht von einem Samenmantel umhüllt sind und aufrecht wachsen.

### Früchte und Samen
Die Früchte sind trockene Flügelnüsse, die an der Spitze beflügelt sind. Die Früchte springen nicht auf, die Früchte benachbarter Blüten verbinden sich zu einer Sammelfrucht. Die Teilfrüchte dieser Sammelfrucht sind jedoch nicht verwachsen. Die Samen enthalten kein Endosperm; der ungebogene Embryo ist vollständig ausgeprägt und besitzt zwei ölige Keimblätter.

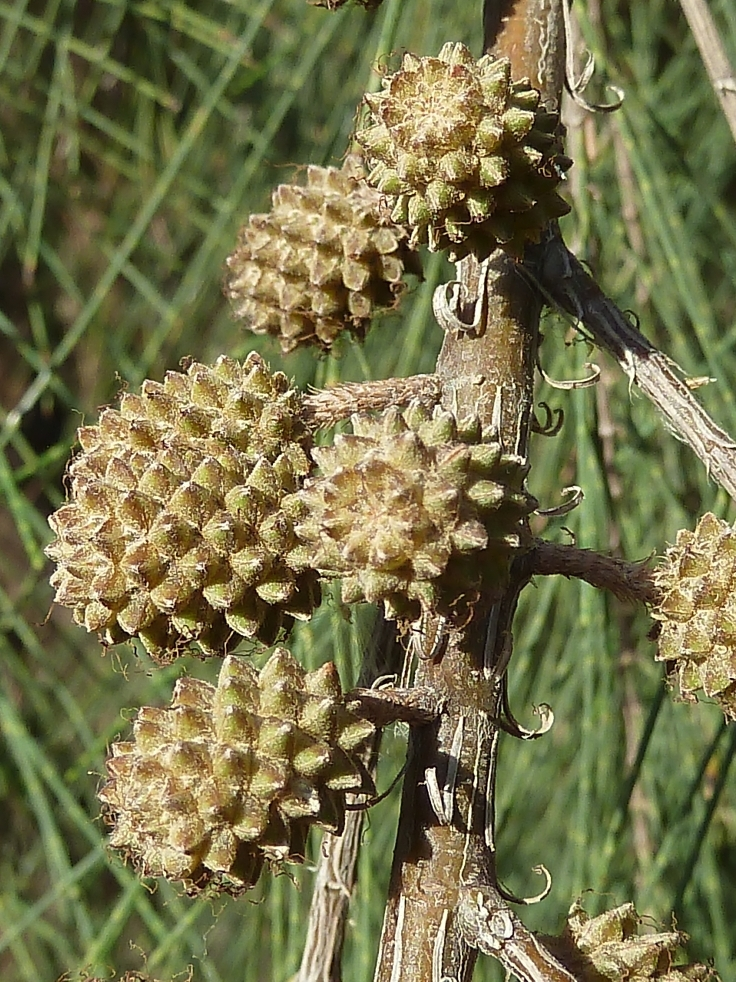
Früchte von Casuarina cunninghamiana

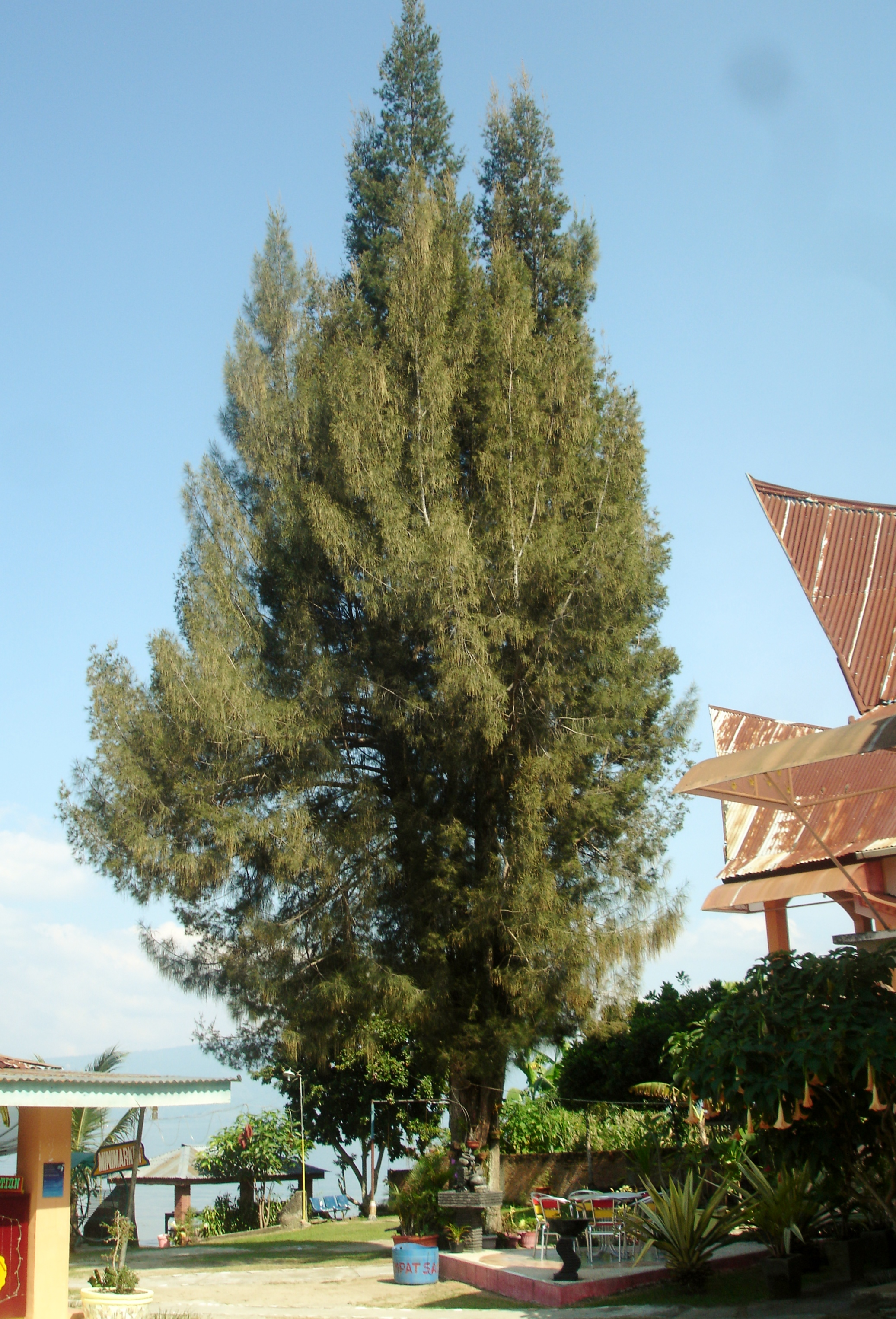
Casuarina junghuhniana

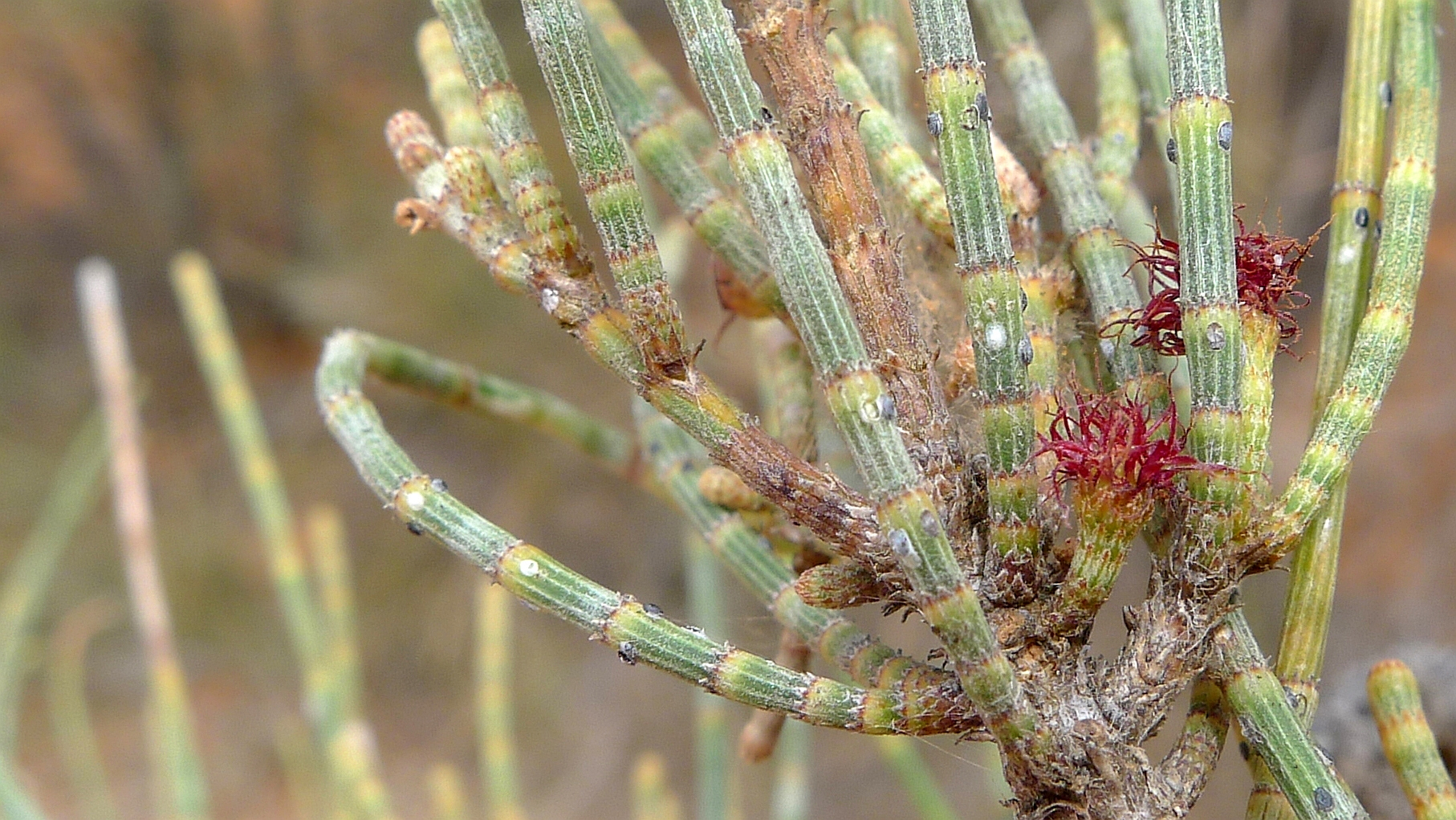
Casuarina pauper, blühend

## Systematik und Verbreitung
Die Gattung Casuarina wurde 1759 durch Carl von Linné aufgestellt. Typusart ist Casuarina equisetifolia L. Der Gattungsname Casuarina ist vom malaiischen Kasuari abgeleitet und bezieht sich auf die Ähnlichkeit der „Blätter“ mit den Federn des Vogels Kasuar (Casuarius).
Die Arten der Gattung Casuarina sind in Australien und auf den nördlich davon gelegenen Inseln beheimatet. Einzelne Arten sind heute pantropisch zu finden.
Es gibt etwa 14 Casuarina-Arten:
- Casuarina collina Poiss. ex Pancher & Sebert: Die Heimat ist Neukaledonien.[3]
- Casuarina cristata Miq.: Die Heimat ist das östliche Australien.[3]
- Casuarina cunninghamiana Miq.: Die zwei Unterarten sind im mittleren und östlichen Australien verbreitet.[3]
- Schachtelhalmblättrige Kasuarine (Casuarina equisetifolia L.): Die zwei Unterarten sind von Indien bis zu den Inseln im westlichen Pazifik verbreitet.[3]
- Casuarina glauca Spreng.: Die Heimat ist das östliche Australien.[3]
- Casuarina grandis L.A.S.Johnson: Die Heimat ist Papua-Neuguinea.[3]
- Casuarina junghuhniana Miq.: Die Heimat ist Java und die Kleinen Sundainseln.[3]
- Casuarina obesa Miq.: Sie ist in den australischen Bundesstaaten südwestliches Western Australia, Victoria und südwestliches New South Wales verbreitet.[3]
- Casuarina oligodon L.A.S.Johnson: Die zwei Unterarten kommen in Neuguinea vor.[3]
- Casuarina orophila L.A.S.Johnson: Die Heimat ist Neuguinea.[3]
- Casuarina pauper F.Muell. ex L.A.S.Johnson: Die Heimat ist das östliche und südliche Australien.[3]
- Casuarina potamophila Schltr.: Die Heimat ist Neukaledonien.[3]
- Casuarina tenella Schltr.: Die Heimat ist Neukaledonien.[3]
- Casuarina teres Schltr.: Die Heimat ist Neukaledonien.[3]